# 家乐氏
家樂氏公司（英語：Kellogg Company），舊音译「克洛格」、「凱洛格」，是美国一家生产穀物和零食的公司，曾发明玉米片这一早餐。

## 歷史
家樂氏是世界领先的方便食品生产商，2008年销售量已达130亿美元。该公司的产品家乐氏玉米片已经获得英国皇家委任認證。
2012年2月15日寶潔將旗下的零食業務品客洋芋片（Pringles），以27億美元現金（約210.6億港元）出售予食品巨擘家樂氏（Kellogg）
2015年1月15日家樂氏以1.25億美元，合每股12.56美元的價格收購埃及餅乾生産商Bisco Misr的85.93%股權。
2015年9月15日家樂氏斥資4.5億美元（35.1億港元），收購尼日利亞與加納食品分銷業務公司Multipro的50%股權。同時，家樂氏與非洲食品公司Tolaram Africa成立合資企業，拓展西非洲小吃與早餐食品市場。家樂氏有權在將來購入Tolaram的部分股權。
2015年9月28日家樂氏斥資5,000萬美元現金，收購埃及榖片業者Mass食品集團
2016年10月13日家樂氏斥資4.29億美元的現金收購巴西餅乾生産商Parati Group控股股东Ritmo Investimentos
2017年10月7日家樂氏斥資6億美元收購小型蛋白棒品牌Rxbar
2019年4月3日費列羅斥資13億美元收購家樂氏旗下餅乾和水果零食業務，包括曲奇品牌Keebler奇寶、Famous Amos 、頂級家庭曲奇品牌Mother’s、無糖曲奇Murray以及女童軍的曲奇供應商品牌Little Brownie Bakers和水果零食業務品牌，包括Stretch Island、Fruity Snacks以及Keebler’s冰淇淋蛋捲和派皮產品
2023年9月3日家樂氏公司董事會正式批准此前宣布旗下兩項業務拆分爲兩家獨立的上市公司——Kellanova和WK Kellogg Co.。此次分拆預計將于10月2日完成，屆時家樂氏公司將更名爲Kellanova，並將繼續在紐約證券交易所以股票代碼“K”進行交易，而WK Kellogg Co預計將以股票代碼“KLG”開始在紐約證券交易所交易。

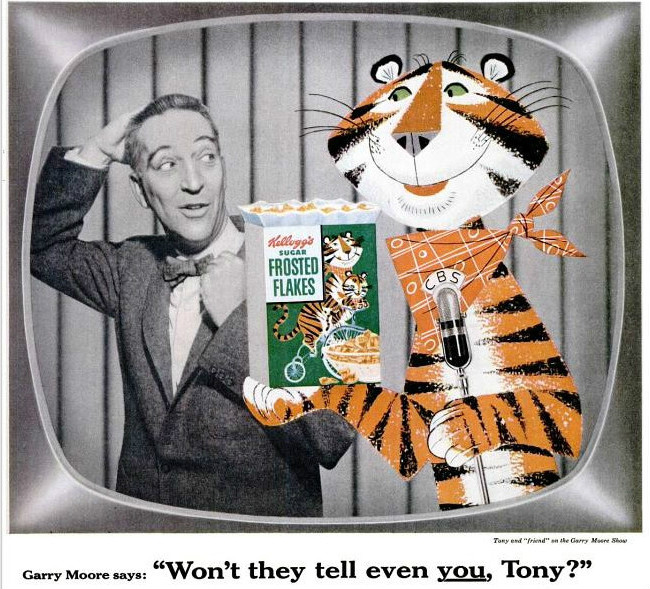
1955年廣告

## 外部連結
- 家樂氏（页面存档备份，存于）
- 台灣家樂氏（页面存档备份，存于）